# Klooster Hajdučica

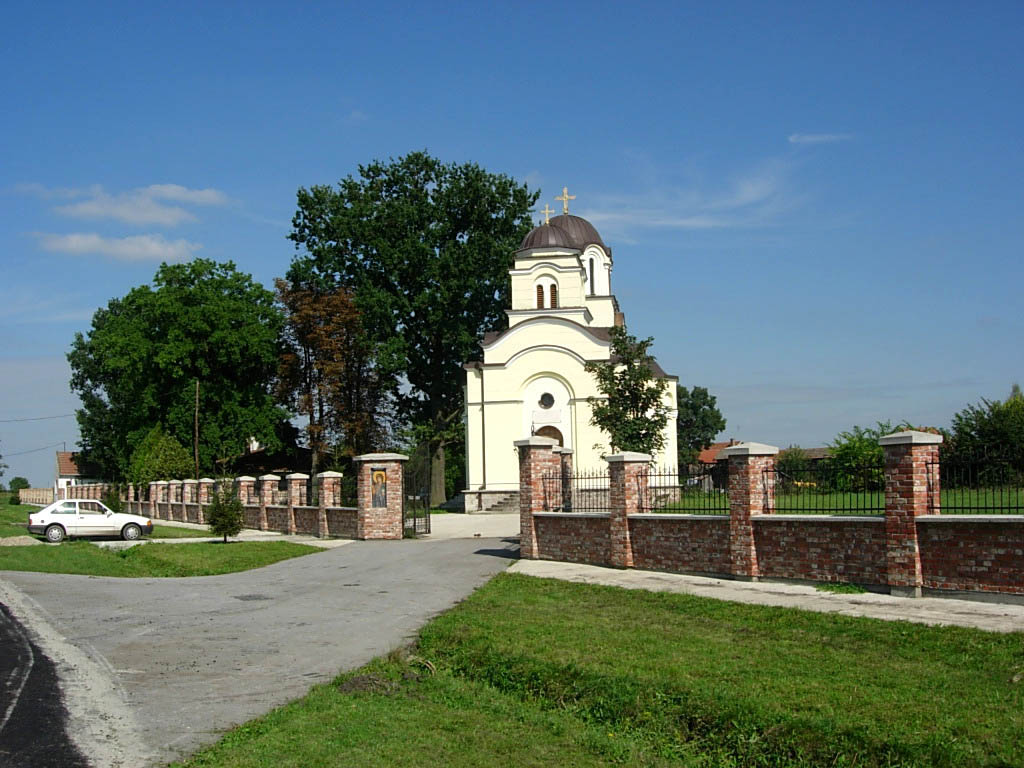
Klooster Hajdučica

Het Klooster Hajdučica (Servisch: Манастир Хајдучица, Manastir Hajdučica) is een Servisch-orthodox klooster gelegen in de Banaat-regio in de noordelijke Servische autonome provincie Vojvodina. Het ligt in de gemeente Plandište. Het klooster werd gesticht in 1939.